# NGC 2167
NGC 2167 је емисиона маглина у сазвежђу Једнорог која се налази на NGC листи објеката дубоког неба.
Деклинација објекта је - 6° 13' 31" а ректасцензија 6h 8m 4,0s. Привидна величина (магнитуда) објекта NGC 2167 износи 12,9.